# Mont Bates
Le mont Bates est un ancien volcan et le point culminant de l'île Norfolk (Australie).